# Бужеллаб, Нассим
Насси́м Бужелла́б (араб. نسيم بوجلاب‎, нем. Nassim Boujellab; 20 июня 1999, Хаген, Северный Рейн-Вестфалия) — марокканский и немецкий футболист, полузащитник клуба «Арминия (Билефельд)» и сборной Марокко.

## Клубная карьера
Бужеллаб начинал карьеру в клубах «Летмате» и «Изерлон 46/49», после чего в 2014 году перешёл в академию «Шальке 04». В сезоне 2017/18 Нассим помог юношеской команде до 19 лет выиграть западную Бундеслигу, а в сезоне 2018/19 он в составе резервной команды выиграл Оберлигу.
С марта 2019 года Бужеллаб начал регулярно привлекаться к первой команде «Шальке». 31 марта он дебютировал в Бундеслиге, выйдя на замену вместо Суата Сердара на 79-й минуте матча с «Ганновером» (1:0). 6 апреля Бужеллаб продлил контракт с «Шальке» до 2022 года.

## Карьера в сборной
В октябре 2018 года Бужеллаб провёл первые две игры за молодёжную сборную Марокко.